# John Thomas (fotograf)
John Thomas (1838 Cellan, Wales – říjen 1905) působil jako fotograf ve Walesu a portrétoval řadu velšských ministrů.

## Život a dílo
Narodil se v Cellanu poblíž Lampeter v roce 1838. Když byl mladý, rodina se přestěhovala do Liverpoolu, kde působil od roku 1853 deset let v soukenickém obchodě. Později musel kvůli špatnému zdraví změnit svůj způsob života. Před rokem 1870 získal zaměstnání, při kterém cestoval, prodával psací potřeby a fotografie, což mu umožnilo pracovat po celé zemi. Thomas si uvědomil, že tehdejší móda – fotografie zvané carte de visite – obsahují portréty dobře známých lidí, ale jen málokdo z nich byl z Walesu. V roce 1863 začal sám pořizovat carte de visite velšských ministrů a chystal se je prodávat.
V roce 1867 na základě této myšlenky založil společnost The Cambrian Gallery s kanceláří na Everton Road č. p. 47 v Liverpoolu. Provozoval konvenční fotografické studio, ale pořídil také tisíce fotografií na dlouhých cestách po Walesu v době, kdy se fotografická deska musela pro fotografování připravit a hned vyvolat. Thomas zachytil nejen obyvatele Walesu, ale také řadu snímků krajin. Mnoho z jeho fotografií zakoupil velšský časopis Cymru, který řídil pedagog a historik Owen Morgan Edwards. Ten nakonec zakoupil více než 3000 jeho negativů, když John Thomas oblast fotografie opustil. Edwards to komentoval, že „nikdo další nemá tak kompletní sbírku pohledů na historická místa Walesu“. John Thomas zemřel v říjnu roku 1905.
Celkem 3000 jeho snímků z National Library of Wales spadá do kategorie public domain.

## Galerie

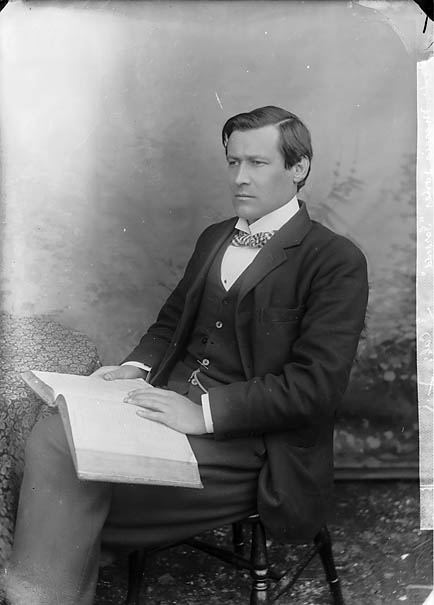
Sir John Morris-Jones
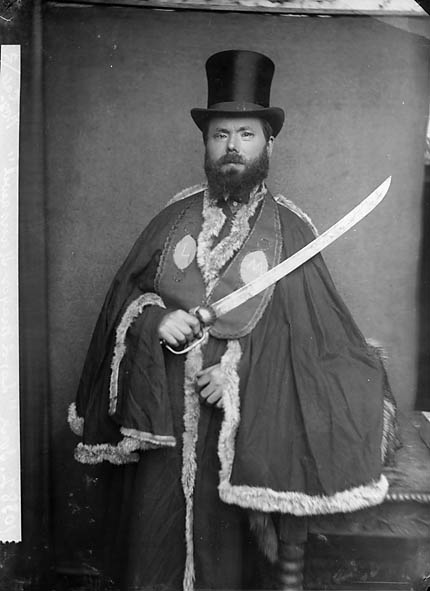
Mr Jones, Lord Mayor of Llansawel, 1885
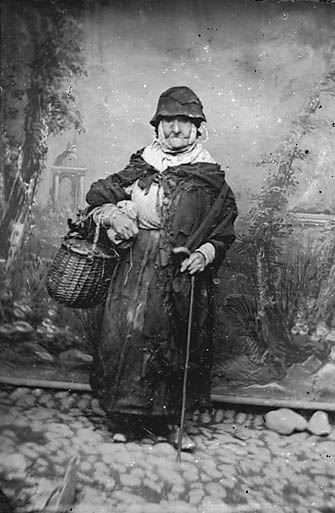
Pegi Llwyd, Llangollen, asi 1875
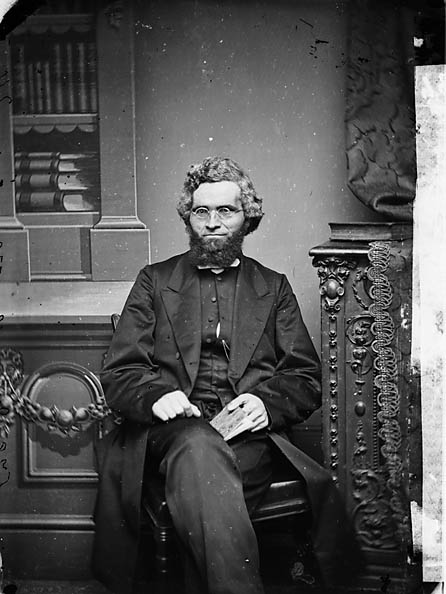
John Roberts (Ieuan Gwyllt)
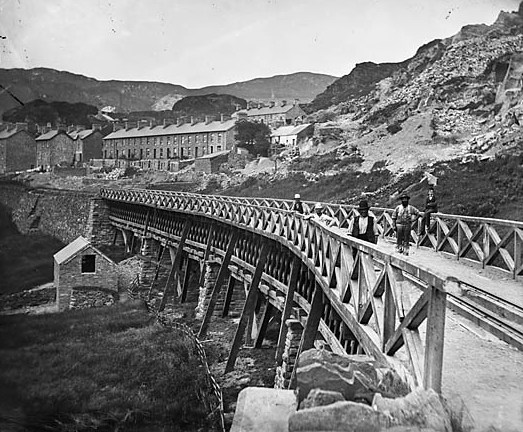
Viadukt
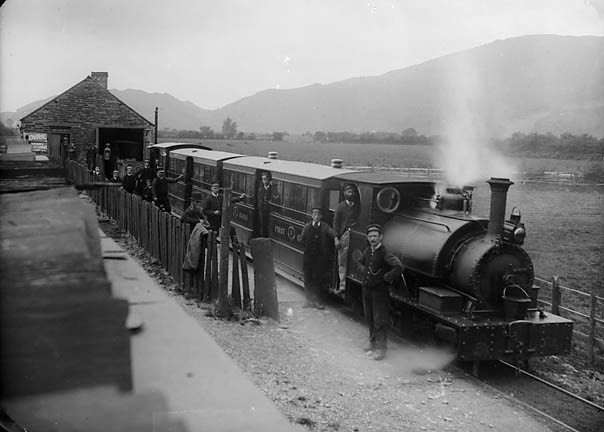
Železnice, Machynlleth
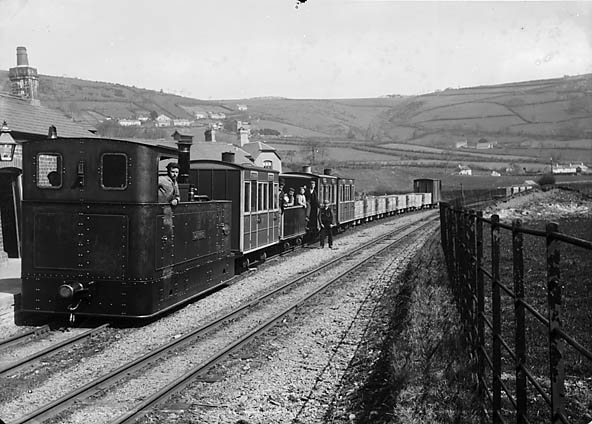
Tramvaj v Glyn Valley
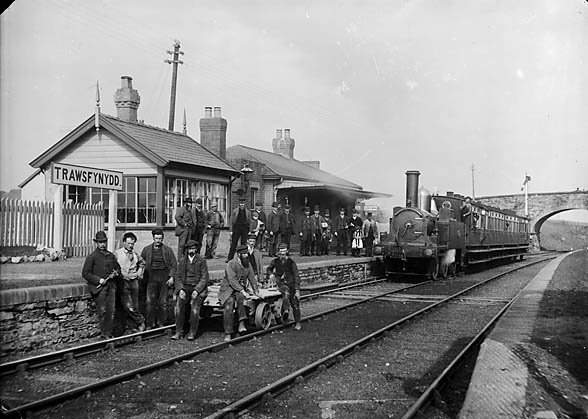
Železniční stanice
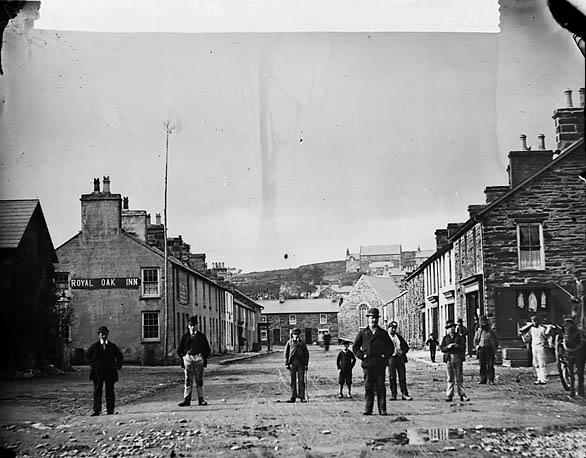
High Street, Penrhyndeudraeth